# مدرسة أبو ظبي الهندية
المدرسة الهندية بأبو ظبي والمختصرة عادة باسم "ADIS"، هي مدرسة خاصة تقدم تعليم المناهج الهندية في أبو ظبي، الإمارات العربية المتحدة. تدار المدرسة من قبل مجلس المحافظين. تم إنشاء المدرسة للجالية الهندية في أبو ظبي، بإشراف سفير الهند لدى الإمارات العربية المتحدة بصفته الراعي الرئيسي. المدرسة تابعة للمجلس المركزي للتعليم الثانوي، نيودلهي، الهند ومعترف بها ومرخصة من قبل وزارة التربية والتعليم، أبو ظبي. 

## تاريخ
مدرسة أبو ظبي الهندية كان مقرها في البداية في مقر المركز الاجتماعي الهندي القديم (ISC) في عام 1975. تم تأسيسها لتوفير المرافق التعليمية للمجتمع الهندي في الإمارات العربية المتحدة. تمكنت المدرسة من أن يكون لها حرم جامعي خاص بها بحلول عام 1980، بمساعدة رئيس دولة الإمارات العربية المتحدة الراحل الشيخ زايد بن سلطان آل نهيان، الذي تبرع بقطعة أرض في منطقة شبيا المرور للمجتمع الهندي.

## فرع الوثبة
في 14 سبتمبر 2014، في منطقة الوثبة في ضواحي مدينة أبوظبي، افتتح أول فرع خارجي للمدرسة بالاسم الرسمي لمدرسة أبوظبي الهندية - الفرع الأول، الوثبة (ADIS-1) مع مدرسة مستقلة. النظام الإداري. في عام 2019، بلغ حجم المدرسة الجديدة 3300 طالبًا و 240 معلمًا.

## خريج متميز
- بيني ديال، مغني هندي [3]
- فيشاكا سينغ، الممثلة الهندية
- جوناثان فيجي، لاعب كريكيت إماراتي
- Sidin Vadukut، مؤلف

## روابط خارجية
- موقع المدرسة الهندية بأبو ظبي